# قنومة توماسية
قنومة توماسية (الاسم العلمي:Mormyrus thomasi) هي نوع من الأسماك تتبع جنس القنومة من فصيلة الأسماك القنومية.